# Distretto di Ziliujing
Il distretto di Ziliujing (自流井区S, Zìlíujǐng QūP) è un distretto della Cina, situato nella provincia di Sichuan e amministrato dalla prefettura di Zigong.